# 冷酷
| ウィキペディアには「冷酷」という見出しの百科事典記事はありません（タイトルに「冷酷」を含むページの一覧/「冷酷」で始まるページの一覧）。 代わりにウィクショナリーのページ「冷酷」が役に立つかもしれません。 |